# Антоніни (Ходзезький повіт)
Антоніни (пол. Antoniny, нім. Antonienhof) — село в Польщі, у гміні Шамоцин Ходзезького повіту Великопольського воєводства.